# 均三甲苯三羰基钼
均三甲苯三羰基钼又称1,3,5-三甲苯三羰基钼，是一种有机钼化合物，为淡黄色晶体，可溶于有机溶剂但在溶液中迅速分解。它可作为反应试剂或催化剂。

## 制备
均三甲苯三羰基钼可由六羰基钼和热的均三甲苯反应得到：
Mo(CO)6 + (CH3)3C6H3  →   Mo(CO)3[(CH3)3C6H3] + 3 CO
也可以通过在路易斯酸的存在下取代Mo(CO)3(py)3中的吡啶配体得到。这个反应可以在较低温度下进行。
Py3Mo(CO)3 + (CH3)3C6H3 + 3BF3·O(C2H5)2 → [(CH3)3C6H3]Mo(CO)3 + 3PyBF3

## 性质
均三甲苯三羰基钼在169.3°C开始分解，200°C时分解完全，得到金属钼。